# SeaQuest DSV
SeaQuest DSV é uma série de ficção científica estadunidense, criada por Rockne S. O'Bannon. Originalmente foi ao ar na rede NBC entre 1993 e 1996. Na temporada final, a série foi renomeada para SeaQuest 2032.
Passada num futuro não distante, SeaQuest originalmente misturava high drama com fatos científicos realistas. Roy Scheider era Nathan Bridger, capitão do submarino epónimo high-tech SeaQuest DSV, Jonathan Brandis era Lucas Wolenczak, um gênio adolescente dos computadores, e Stephanie Beacham era Kristin Westphalen, a médica-chefe e chefe do departamento científico. Steven Spielberg expressou interesse no projeto e serviu como um dos produtores-executivos durante as duas primeiras temporadas.
A filmagem da primeira temporada foi marcada por disputadas de produtores, mudanças no time de quem estava envolvido com a filmagem (off-screen), e até um terremoto. A série foi suficientemente popular para durar duas temporadas e meia, sendo abruptamente cancelada no meio da terceira temporada.
Roy Scheider narrou a voiceover durante cada primeiro episódio das temporadas os seguintes créditos de abertura:
O século 21: a humanidade tem colonizado as últimas regiões inexploradas na Terra; o oceano. Como capitão do seaQuest e sua tripulação, nós somos seus guardiões. Por debaixo da superfície encontra-se o futuro.

## Enredo
A série explica as aventuras submarino de alta tecnologia SeaQuest operado pela United Earth Oceans Organization (UEO), uma federação global das nações, similar á United Nations, que foi criada seguindo um conflito global maior que ocorreu em 2010. O SeaQuest foi construído pela NORPAC (uma organização militar) e dada à UEO depois. Tudo começa em 2018, depois que a humanidade usufruiu de quase todos os recursos naturais, exceto pelos dos oceanos. Muitas colônias novas foram fundadas lá e é a tarefa do SeaQuest e sua tripulação protegê-los das nações hostis desalinhadas e facilitar nas disputas mediantes. Parte do focus origianl do SeaQuest DSV também centralizava ao redor das relações interpessoais da tripulação, como a perda imediata da família do Capitão Bridger, Lucas Wolenczak, e Dr. Westphalen e o interesse deles sobre ciência, e a "relação amar-odiar" entre Benjamin Krieg e Comandante Katherine Hitchcock, recentemente divorciada, agora forçados a servir juntos na mesma nave.